# Самый главный
«Самый главный» — советский рисованный мультипликационный фильм, который снял режиссёр Витольд Бордзиловский по сценарию Николая Эрдмана по мотивам сказки Бориса Тихомолова.

## Сюжет
Давным-давно в некотором царстве, в некотором государстве жила-была одна ведьма. Ведьма как ведьма: на болоте проживала, каждый день колдовала, на помеле летала, а пуще всего любила людям гадости делать. Как-то раз покрутила она яблочко на волшебном блюдечке и говорит:

Ну-ка, яблочко, кружи!

Всё, что нужно, покажи!

Ведьма увидела мужичков, которые плясали и пели:

Нашу дружбу впятером

Не разрубишь топором!

Это были кузнец, пахарь, портной, сапожник и рудокоп. Испугалась ведьма, что пятеро друзей сильнее её, и решила рассорить их. Сначала она полетела на помеле к пахарю, а потом к портному и сапожнику. С каждым из них она повела разговоры, что он и есть самый главный, и от него все остальные зависят. А с рудокопом этот номер не прошёл: он понял, что к чему, и отнял у неё помело, пообещав вернуть его, если она сослужит ему три службы — выполнит три желания. И пришлось ведьме согласиться.
Рудокоп пришёл к друзьям, а они ссорятся, кто самый главный. И сказал он первое желание:
 Пусть к каждому из друзей вернётся всё, что он наработал: пахарю — хлеб, портному — одежда, сапожнику — обувь, кузнецу — железо. 
И ведьма всё исполнила. Тогда сказал он второе желание:
 Пусть вся руда, что в жизни добыл, уйдёт снова в землю. 
Ведьма снова исполнила, и друзья оказались в дремучем лесу: голые, босые, в одних набедренных повязках из листьев. Им пришлось побегать и от тигра, льва и слона, и от ливня. Тогда рудокоп пожелал, чтобы они вернулись туда, где были до ссоры, и зажили друзья лучше прежнего, после чего главный герой рудокоп возвратил ведьме помело, но не колдовское, а простое: ее помело в болото забросил. С тех пор ведьма больше не летает и хорошим людям дружить не мешает!

## Создатели
| Автор сценария             | Николай Эрдман |
| при участии                | Аркадия Снесарева |
| Режиссёр                   | Витольд Бордзиловский |
| Художник-постановщик       | Валентина Василенко |
| Редактор                   | Пётр Фролов |
| Монтажёр                   | Любовь Георгиева |
| Оператор                   | Елена Петрова |
| Звукооператор              | Владимир Кутузов |
| Музыкальное оформление     | Татьяна Назарова |
| Ассистент режиссёра        | Лидия Ковалевская |
| Ассистенты художника       | Алла Горева, Тамара Зеброва |
| Художник-декоратор         | Дмитрий Анпилов |
| Художники-мультипликаторы: | Владимир Арбеков, Олег Сафронов, Татьяна Померанцева, Елена Вершинина, Анатолий Петров, Владимир Зарубин, Виктор Арсентьев, Мстислав Купрач             |
| Роли озвучивали:           | Зинаида Нарышкина — Ведьма, Алексей Грибов — пахарь, Сергей Мартинсон — портной, Николай Александрович — рудокоп, Владимир Раутбарт — кузнец / сапожник |

Заглавная музыкальная тема — композиция «Тульский самовар» (исп. джаз-ансамбль «Балалайка»)